# Đại hội Thể thao Đông Nam Á 1995
Đại hội Thể thao Đông Nam Á 1995, tên gọi chính thức là Đại hội Thể thao Đông Nam Á lần thứ 18, Chiang Mai, 1995 (tiếng Thái: การแข่งขันกีฬาซีเกมส์ ครั้งที่ 18 เชียงใหม่ 1995), là một sự kiện thể thao đa môn khu vực Đông Nam Á, được tổ chức tại Chiang Mai, Thái Lan từ ngày 9 đến 17 tháng 12 năm 1995. Đây là lần đầu tiên một thành phố không phải thủ đô đăng cai kỳ SEA Games tổ chức hai năm một lần. Chiang Mai là thành phố thứ hai của Thái Lan sau Băng Cốc được chọn làm nơi tổ chức đại hội. 
Lễ khai mạc và bế mạc được chủ trì bởi Thái tử Vajiralongkorn, người khi đó đang là Thái tử của Thái Lan, đánh dấu lần đầu tiên một người không phải nguyên thủ quốc gia thực hiện nghi thức khai mạc SEA Games, thay mặt vua cha của mình. Với sự trở lại của Campuchia, cả 10 quốc gia thành viên của Liên đoàn Thể thao Đông Nam Á đều tham dự SEA Games lần đầu tiên trong lịch sử.
Đây là lần thứ năm Thái Lan đăng cai SEA Games, sau các kỳ năm 1959, 1967, 1975 và 1985, tất cả đều diễn ra tại Băng Cốc. Kỳ đại hội năm 1995 có khoảng 3.262 vận động viên đến từ 10 quốc gia tham gia thi đấu ở 28 môn thể thao. Bảng tổng sắp huy chương chung cuộc ghi nhận Thái Lan – nước chủ nhà – dẫn đầu, tiếp theo là Indonesia và Philippines.

## Quốc gia tham dự
- Brunei
- Campuchia
- Indonesia
- Lào
- Malaysia
- Myanmar
- Philippines
- Singapore
- Thái Lan (Chủ nhà)
- Việt Nam

## Linh vật
Sawasdee (tiếng Thái: สวัสดี), một chú mèo Xiêm với chiếc ô giấy dầu Bo Sang là linh vật của SEA Games 1995.

## Bảng tổng sắp huy chương
| Hạng                | Đoàn                | Vàng | Bạc | Đồng | Tổng số |
| ------------------- | ------------------- | ---- | --- | ---- | ------- |
| 1                   | Thái Lan (THA)      | 157  | 98  | 91   | 346     |
| 2                   | Indonesia (INA)     | 77   | 67  | 77   | 221     |
| 3                   | Philippines (PHI)   | 33   | 48  | 62   | 143     |
| 4                   | Malaysia (MAS)      | 31   | 49  | 69   | 149     |
| 5                   | Singapore (SIN)     | 26   | 27  | 42   | 95      |
| 6                   | Việt Nam (VIE)      | 10   | 18  | 24   | 52      |
| 7                   | Myanmar (MYA)       | 4    | 21  | 37   | 62      |
| 8                   | Brunei (BRU)        | 0    | 2   | 6    | 8       |
| 9                   | Lào (LAO)           | 0    | 1   | 6    | 7       |
| 10                  | Campuchia (CAM)     | 0    | 0   | 2    | 2       |
| Tổng số (10 đơn vị) | Tổng số (10 đơn vị) | 338  | 331 | 416  | 1085    |

## Môn thể thao
- Thể thao dưới nước  (chi tiết)

- Bắn cung  (chi tiết)

- Điền kinh  (chi tiết)

- Cầu lông  (chi tiết)

- Bóng rổ  (chi tiết)

- Bi-a và snooker  (chi tiết)

- Bowling  (chi tiết)

- Quyền anh  (chi tiết)

- Xe đạp  (chi tiết)

- Đua ngựa  (chi tiết)

- Đấu kiếm  (chi tiết)

- Bóng đá  (chi tiết)

- Golf  (chi tiết)

- Thể dục dụng cụ  (chi tiết)

- Khúc côn cầu  (chi tiết)

- Judo  (chi tiết)

- Pencak silat  (chi tiết)

- Chèo thuyền  (chi tiết)

- Bóng bầu dục  (chi tiết)

- Thuyền buồm  (chi tiết)

- Cầu mây  (chi tiết)

- Bắn súng  (chi tiết)

- Bóng quần  (chi tiết)

- Bóng bàn  (chi tiết)

- Taekwondo  (chi tiết)

- Quần vợt  (chi tiết)

- Bóng chuyền  (chi tiết)

- Cử tạ  (chi tiết)

## Các nhà tài trợ
- Nestle Milo
- Malaysia Airlines
- Panasonic
- Citibank
- Chang Beer
- Panasonic
- Unicharm
- Clarion
- Carlsberg
- Nikon
- Canon
- Konica
- McDonald's
- Coca-Cola
- Toyota
- Mitsubishi Motors
- Daihatsu
- Nissan
- Suzuki
- Mazda
- Honda